# Belagerung von Dünkirchen (1793)
1792

Porrentruy – Marquain – Quiévrain – Verdun – Thionville – Valmy – Lille – Mainz (1792) – Jemappes
1793

Aldenhoven I – Namur – Neerwinden – Mainz (1793) – Famars – Valenciennes (1793) – Arlon (1793) – Hondschoote – Meribel – Avesnes-le-Sec – Pirmasens – Toulon – Fontenay-le-Comte – Cholet – Lucon – Trouillas – Dünkirchen – Le Quesnoy – Menin I – Wattignies – Weißenburg I – Biesingen – Kaiserslautern I – Weißenburg II
1794

Boulou – Landrecis – Menin II – Mouscron – Martinique – Guadeloupe – Tourcoing – Tournai – Kaiserslautern II – San-Lorenzo de la Muga – 13. Prairial – Fleurus – Kaiserslautern III – Vosges – Aldenhoven II
1795

Cornwallis’ Rückzug – Genua – Groix – Hyeres – Handschuhsheim – Mainz (1795) – Mannheim – Loano
1796

Montenotte – Millesimo – Dego – Mondovì – Lodi – Borghetto – Castiglione – Mantua – Siegburg – Altenkirchen – Wetzlar – Kircheib – Kehl – Kalteiche – Friedberg  – Malsch – Neresheim – Sulzbach – Deining – Amberg – Würzburg – Neufundland – Rovereto – Bassano – Limburg – Biberach I – Emmendingen – Schliengen – Caldiero – Arcole – Irland
1797

Fall von Kehl – Rivoli (1797) – St. Vincent – Diersheim – Santa Cruz – Neuwied – Camperduin
Die Belagerung von Dünkirchen fand im Herbst 1793 statt, als britische, hannoversche, österreichische und hessisch-kasselische Truppen unter dem Kommando von Prinz Friedrich, Herzog von York, im Rahmen des Flandernfeldzugs der französischen Revolutionskriege den befestigten französischen Grenzhafen Dünkirchen belagerten. Nach einer Niederlage der Koalition in der Schlacht von Hondschoote waren sie gezwungen, die Belagerung aufzugeben und sich nach Nordosten zurückzuziehen.

## Belagerung
Die Entscheidung, Dünkirchen zu belagern, wurde nicht von militärischen Befehlshabern, sondern von der britischen Regierung getroffen, vor allem von William Pitts engstem Berater, Kriegsminister Henry Dundas. Dundas hatte den Besitz von Dünkirchen von Beginn des Feldzugs an als wünschenswert erachtet, sowohl als Verhandlungsmasse bei Friedensverhandlungen als auch als potenzieller britischer Stützpunkt in Europa. Als militärisches Ziel im Hinblick auf den Kriegsgewinn war Dünkirchen jedoch von weitaus geringerer Bedeutung, da es Prinz Frederick, den Herzog von York, daran hinderte, den Hauptstoß der Alliierten weiter landeinwärts zu unterstützen.
Dennoch befolgte York gehorsam die Anweisungen und bewegte sich in den letzten Augusttagen 1793 rasch nach Nordwesten, wobei die Franzosen über sein Ziel im Unklaren blieben. Am 22. August marschierte er von Veurne (frz. Furnes) aus, um Dünkirchen an der Spitze von 20 000 Briten, Österreichern und Hessen zu belagern. Er trieb die französischen Vorposten vom linken Yser-Ufer bis zu einem verschanzten Lager bei Ghyvelde in die Enge und erbeutete dabei 11 Geschütze. Die Vorhut, bestehend aus dem österreichischen Sztáray-Infanterieregiment Nr. 33 und O’Donnells Freikorps, verlor 50 Mann an Toten und Verwundeten. Der Befehlshaber der Nordarmee, Jean Nicolas Houchard, war empört, als er von der Flucht erfuhr, und schrieb an den Minister: „Die Soldaten sind gut, aber die Feigheit und die krasse Ignoranz der Offiziere lassen sie Feigheit lernen, und vor dem Feind zu fliehen, ist nichts für sie“. Um die linke Flanke Yorks zu schützen, befehligte Heinrich Wilhelm von Freytag ein Korps von 14 500 hessischen und hannoverschen Truppen, die er über die umliegenden Dörfer in einem breiten militärischen Kordon entlang der Yser südlich von Dünkirchen verteilte.
Auf der rechten Seite befehligte Feldmarschall-Leutnant József Alvinczi das österreichische Kontingent, Generalleutnant Ralph Abercromby und Sir William Erskine, 1. Baronet, führten die britischen Truppen an, und auf der linken Seite führte Generalleutnant Buttlar die Hessen.
Die Franzosen wurden nicht nur von Yorks Vormarsch überrascht, auch die Verteidigungsanlagen von Dünkirchen waren in einem baufälligen Zustand. Die Stadt wäre höchstwahrscheinlich schnell gefallen, wenn die versprochene Flotte der Royal Navy rechtzeitig eingetroffen wäre. Ein englischer Zivilist schrieb an den Public Advertiser, dass sich die Stadt sofort ergeben hätte, wenn nicht Kommissare aus Paris eingetroffen wären, um dies zu verhindern.
In Paris hatte die Wahl von Lazare Carnot und Pierre Louis Prieur in den Ausschuss für öffentliche Sicherheit sofort positive Auswirkungen auf die republikanischen Feldarmeen. Carnot erkannte, dass eine Niederlage Großbritanniens vor Dünkirchen ein demütigender Schlag wäre, und so wurden 40.000 Mann aus anderen Sektoren angewiesen, sich südlich von Dünkirchen zu konzentrieren, um die 5.000 Verteidiger der Stadt unter Joseph Souham zu unterstützen. Die meisten dieser Truppen wurden in der Nähe des verschanzten Lagers in Cassel konzentriert, um an Carnots geplantem Flankenangriff teilzunehmen, doch am 24. August erreichte eine Kolonne unter dem Kommando von Jean-Baptiste Jourdan Loon, nachdem sie vom Représentant en mission von Lille über den Kopf von Houchard umgeleitet worden war, und er konnte die Garnison von Dünkirchen um 2.500 Mann auf fast 8.000 verstärken, während der Rest Bergues besetzte. Burne gibt an, dass es sich bei diesen Verstärkungen um die repatriierte ehemalige Garnison von Valenciennes handelte, die gemäß den Kapitulationsbedingungen als nicht kampffähig galt. Jourdan wurde daraufhin zum Kommandeur der Truppen im verschanzten Lager von Cassel versetzt und in Bergues durch Leclaire ersetzt. Mit der tatkräftigen Unterstützung seines Stabschefs, des jungen Lazare Hoche, konnten Souham und später Jacques Ferrand die demoralisierten Verteidiger tatkräftig unterstützen.
Am 24. nahm Yorks Reservekolonne (österreichische Truppen plus die Flankenkompanien der britischen und hessischen Regimenter) unter dem österreichischen Feldmarschall-Leutnant Graf Eduard d’Alton die Vorstadt Rosenthal ein und drängte die Franzosen hinter die Stadtmauern zurück. „Wir litten sehr wenig unter ihrer Muskete, weil sie nie versuchten, uns das Terrain streitig zu machen, sondern immer wieder feuerten und sich zurückzogen; aber kaum waren sie in der Deckung ihrer eigenen Geschütze, begannen sie, uns sowohl mit Trauben als auch mit Schrot zu beschießen, und bei unserem Rückzug in eine bequeme Deckung litten wir beträchtlich“. York berichtete: „Unglücklicherweise trieb der Eifer und die Tapferkeit der Truppen sie zu weit, trotz eines dreimal wiederholten Befehls von mir verfolgten sie den Feind auf dem Glacis des Ortes, als wir das Pech hatten, viele sehr tapfere und zuverlässige Männer durch den Grapeschuss aus der Stadt zu verlieren.“ Fortescue gibt an, dass York fast 400 Opfer zu beklagen hatte, während der Officer of the Guards die Zahl der Österreicher mit 170, die der Briten mit 74 und die der Hessen mit 55 Toten und Verwundeten angibt. Zu den Opfern gehörte auch d’Alton, der gegen Ende des Tages erschossen wurde.